# فرنسيس جاي هاس
فرنسيس جاي هاس (بالإنجليزية: Francis J. Haas)‏ هو كاهن كاثوليكي أمريكي، ولد في 18 مارس 1889 في راسين في الولايات المتحدة، وتوفي في 29 أغسطس 1953 في غراند رابيدز في الولايات المتحدة.